# Distrikt Los Órganos

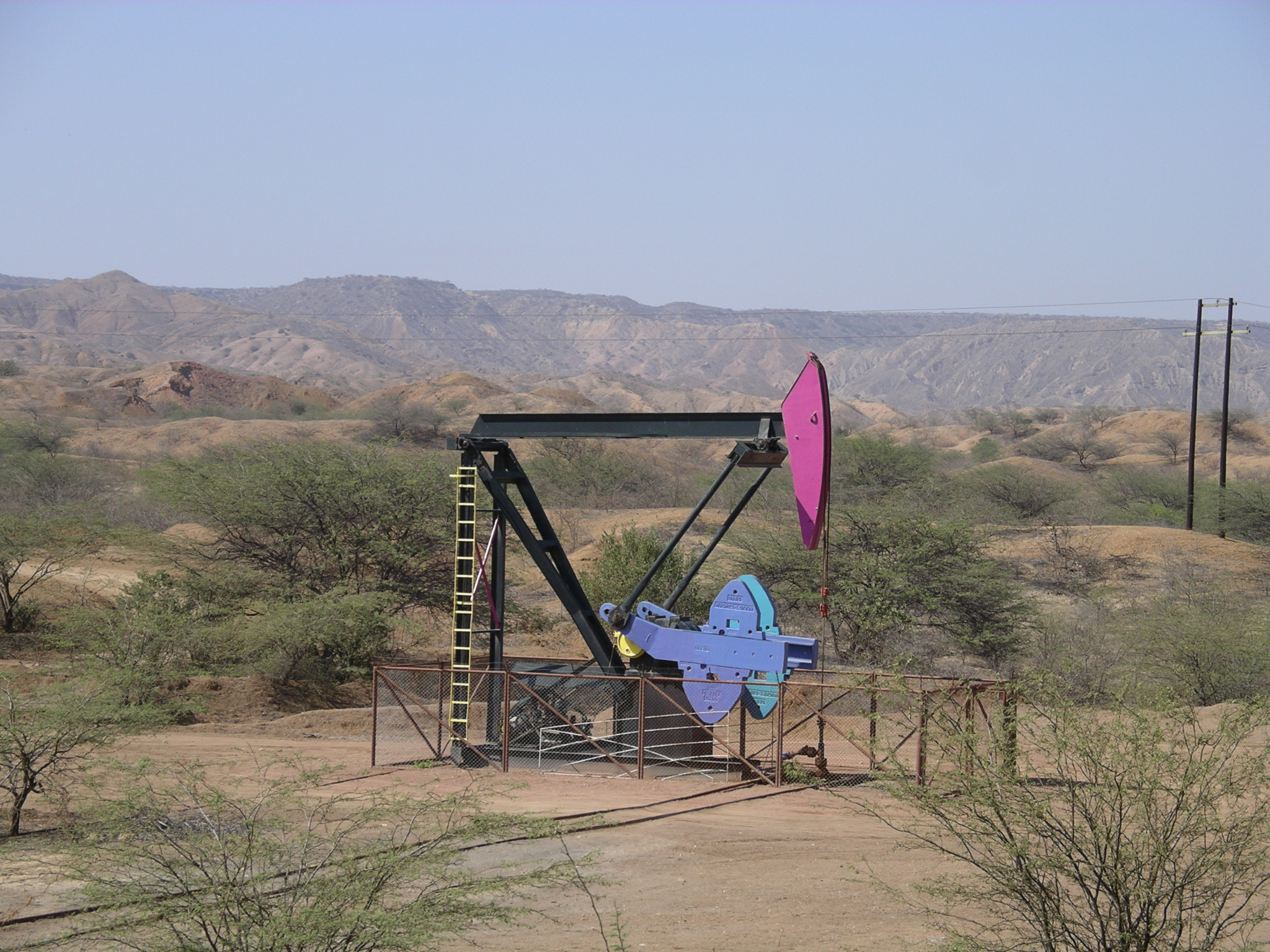
Ölförderung im Distrikt

Der Distrikt Los Órganos liegt in der Provinz Talara der Region Piura im äußersten Nordwesten von Peru. Der Distrikt wurde am 11. Dezember 1964 gegründet. Er hat eine Fläche von 165,01 km². Beim Zensus im Jahr 2017 wurden 10.699 Einwohner gezählt. Im Jahr 1993 lag die Einwohnerzahl bei 9709, im Jahr 2007 bei 9612. Verwaltungssitz des Distriktes ist die Küstenstadt Los Órganos mit 9197 Einwohnern (Stand 2017). Daneben gibt es noch den weiter südlich gelegenen Küstenort El Ñuro mit 1284 Einwohnern.

## Geographische Lage
Der Distrikt Los Órganos liegt an der Pazifikküste und erstreckt sich über eine halbwüstenhafte Landschaft. Der Distrikt hat eine dreiecksförmige Gestalt. Die südliche Distriktgrenze verläuft parallel zum Breitengrad, die nördliche Distriktgrenze verläuft in SO-NW-Richtung. Der Distrikt besitzt eine 17 km lange Küstenlinie und reicht bis zu etwa 21 km ins Landesinnere. An der Küste gibt es mehrere Badestrände. Im Hinterland wird Erdöl gefördert. Die Nationalstraße 1N (Panamericana) verläuft unweit der Küste durch den Distrikt. Im Norden grenzt der Distrikt Los Órganos an den Distrikt Máncora, im Süden an den Distrikt El Alto.